# Eichendorff-Lieder
Les Eichendorff-Lieder (Gedichte von Eichendorff) sont un recueil de lieds de Hugo Wolf, publié en 1889. Les lieds avaient été composés pour la plupart en 1888, quelques-uns antérieurement. Les commentateurs sont unanimes à considérer deux lieds de ce recueil comme des chefs-d'œuvre :
- Das Ständchen (La sérénade). Un homme âgé, observant un étudiant qui donne la sérénade à sa belle, se souvient du temps où il faisait de même; son amie à lui est morte, mais il sympathise avec l'étudiant. La voix du chanteur et les deux parties du piano sont traitées polyphoniquement : la main gauche évoque le luth, la main droite une sérénade chantée (aujourd'hui par l'étudiant ou jadis par son prédécesseur) et la ligne de chant donne la parole à l'homme âgé[2]. « C'est un des chants les plus merveilleux du recueil avec cet accompagnement pianistique évoquant le luth, avec son harmonie délicatement chatoyante, avec sa mélodie heureuse et qui semble venir de lointains temps passés; enfin avec sa totale liberté d'invention sans redites et sans formules[3]. » Stéphane Goldet[4] compare la forme polyphonique de ce lied avec celle de deux autres lieds de Wolf évoquant des sérénades : « Auf dem Grünen Balkon », du Livre de chansons espagnoles (Spanisches Liederbuch) et « Mein Liebster singt am Haus », du Livre de chansons italiennes (Italienisches Liederbuch).
- Verschwiegene Liebe (Amour inavoué). Dans la nuit silencieuse, un amant souhaite que son aimée devine qu'il pense à elle. Stéphane Goldet note la fluidité de l'accompagnement et de l'harmonie, ainsi que l'évocation du silence de la nature par le temps de silence qui achève chaque mesure du piano[5].